# Darington Hobson
Pour les articles homonymes, voir Hobson.
Darington O'Neal Hobson (né le 29 septembre 1987 à Las Vegas, Nevada) est un basketteur américain évoluant en NBA au poste d'ailier fort et d'ailier.

## Carrière junior
Darington Hobson a fréquenté Western High School à Las Vegas pour sa première année avant de déménager à Houston, au Texas, pour aller au lycée Alief Hastings. À quinze ans, il a assisté à la Gulf Shores Academy et gagné son surnom de "Butta" grâce à son jeu en pick-up à Houston. Il s’installa ensuite dans le sud de la Californie et fréquenta sa quatrième école secondaire de Calvary Baptist Christian. Finalement, il a déménagé à Decatur Christian dans l’Illinois pour l’école préparatoire. À Decatur Christian, Hobson a été incité par son entraîneur, Alan Huss, de prendre l’ACT, où il est passé. Hobson, une recrue 4 étoiles pour Scout.com, sortait d’une saison où il avait obtenu en moyenne 19 points, 12 rebonds et 7 passes décisives. Il avait encore besoin de crédit, et a donc fréquenté le College of Eastern Utah, ce qui l'a mené à un record de 25-7 où il a obtenu en moyenne 15,2 points et 8,7 rebonds.

## Carrière universitaire
En 2009, il rejoint l'université du Nouveau-Mexique et évolue pendant 1 an pour les Lobos du Nouveau-Mexique. En 2010, Hobson s’est vu décerner le titre de joueur de basketball masculin de l’année de la Mountain West Conference et de nouveau venu de l’année, ce qui fait de lui le seul joueur à avoir obtenu les deux honneurs la même année. Lors du tournoi de basketball masculin 2010 de la Mountain West Conference, Hobson a cumulé 28 points et 15 rebonds pour une victoire de 75-69 des Lobos contre l’Air Force Academy.
Le 13 avril 2010, Darington Hobson s’est déclaré admissible au repêchage de la NBA tout en n’embauchant pas un agent, laissant la possibilité de retourner au basket-ball collège une possibilité. Le 8 mai 2010, Hobson déclare sa candidature à la prochaine draft NBA.

## Carrière professionnelle
Darington Hobson est drafté en 2010 en 37e position par les Bucks de Milwaukee.
Début septembre 2010, il signe son contrat avec les Bucks mais il ne joue pas ni pendant la pré-saison, ni dans la première partie de saison en raison d'une blessure. Il est coupé par la franchise le 3 décembre 2010.
En décembre 2011, Hobson re-signe un contrat avec les Bucks. En décembre 2011, il est assigné chez les Mad Ants de Fort Wayne en D-League. Le 3 février 2012, il est coupé par les Bucks.
Le 1er janvier 2013, il signe avec les Warriors de Santa Cruz jusqu'à la fin de la saison.
Le 29 août 2013, les 87ers du Delaware acquièrent les droits de Darlington Hobson.
Darington Hobson joue en deuxième division israélienne avec l'équipe de Hapoel Migdal Haemek lors de la saison 2013-2014 et tourne à 15 points par match et 10,6 rebonds. Durant l'été 2014, il participe à la NBA Summer League avec les Raptors de Toronto.
En septembre 2014, il s'engage avec l'UniCEUB Brasilia dans le championnat brésilien. En décembre 2014, il quitte le club brésilien. Le 27 janvier 2015, il revient aux Warriors de Santa Cruz dans un échange avec les 87ers du Delaware. Il arrive avec Ronald Roberts Jr. contre Sean Kilpatrick et un 1er tour de draft D-League 2015. Le 26 avril 2015, il remporte le championnat de NBA D-League avec les Warriors.
En novembre 2015, il re-signe avec les Warriors pour la saison 2015-2016.
Le 25 mai 2016, il rejoint la deuxième division chinoise et les Guangxi Rhinos pour la saison 2016-2017.
En novembre 2017, il rejoint l'Argentine et le club de l'Asociación Deportiva Atenas de Córdoba. Le 27 janvier 2018, il s'engage dans le championnat grec avec le club de Paniónios BC. Il ne joue pas un seul match et quitte le club pour rester en Grèce et rejoindre le club de Réthymnon Cretan Kings.
Le 28 novembre 2018, il s'engage en Italie avec le club de l'Auxilium Pallacanestro Torino pour la saison 2018-2019.
Il signe au Monténégro avec l'équipe du KK Mornar Bar en août 2019 mais quitte le club quelques jours plus tard pour des raisons personnelles.
Le 5 décembre 2019, il signe en Australie avec l'Illawarra Hawks en remplacement d'Aaron Brooks, blessé. Il quitte le club en février 2020 pour retourner aux États-Unis en raison de problèmes familiaux.
En octobre 2020, il s'engage avec le Club Atlético Peňarol dans le championnat argentin.

## Clubs successifs
2010-2012 :  Bucks de Milwaukee (NBA)
2011-2012 :  Mad Ants de Fort Wayne (D-League)
2013 :  Warriors de Santa Cruz (D-League)
2013-2014 :  Hapoel Migdal Haemek
2014 :  UniCEUB Brasilia (NBB)
2015-2016 :  Warriors de Santa Cruz (D-League)
2016-2017 :  Guangxi Rhinos (NBL)
2017-2018 :  Asociación Deportiva Atenas de Córdoba (LNB)
2018 :  Réthymnon Cretan Kings (HEBA)
2018-2019 :  Auxilium Pallacanestro Torino (Serie A Beko)
2019-2020 :  Illawarra Hawks (NBL)
2020-2021 :  Club Atlético Peňarol (LNB)

## Statistiques
| Saison    | Equipe                        | Match | Min./m | % Tir | % 3pts | % LF | Rbds/m. | Pass/m. | Int./m. | Ctr./m. | Pts/m. |
| --------- | ----------------------------- | ----- | ------ | ----- | ------ | ---- | ------- | ------- | ------- | ------- | ------ |
| 2011-2012 | Bucks de Milwaukee            | 4     | 9.8    | 15.4  | 25.0   | -    | 0.8     | 1.5     | 0.0     | 0.0     | 1.0    |
| 2011-2012 | Mad Ants de Fort Wayne        | 8     | 27.6   | 41.7  | 0.0    | 82.6 | 5.1     | 2.0     | 0.6     | 0.0     | 10.6   |
| 2012-2013 | Warriors de Santa Cruz        | 36    | 26.3   | 39.1  | 32.8   | 56.7 | 6.0     | 4.2     | 1.0     | 0.3     | 9.2    |
| 2013-2014 | Hapoel Migdal Haemek          | 11    | 30.6   | 42.7  | 23.3   | 51.7 | 10.4    | 3.5     | 2.0     | 0.5     | 15.0   |
| 2014-2015 | Warriors de Santa Cruz        | 25    | 29.4   | 42.2  | 38.5   | 67.4 | 6.8     | 5.4     | 0.8     | 0.4     | 12.5   |
| 2015-2016 | Warriors de Santa Cruz        | 44    | 34.9   | 42.6  | 37.8   | 71.8 | 8.0     | 4.9     | 1.5     | 0.7     | 17.6   |
| 2017-2018 | AD Atenas de Córdoba          | 16    | 26.2   | 42.3  | 34.7   | 71.9 | 6.1     | 3.4     | 0.8     | 0.4     | 10.5   |
| 2017-2018 | Réthymnon Cretan Kings        | 6     | 19.0   | 39.1  | 23.1   | 44.4 | 5.0     | 1.0     | 0.7     | 0.2     | 4.2    |
| 2018-2019 | Auxilium Pallacanestro Torino | 22    | 30.2   | 46.1  | 38.2   | 75.0 | 5.1     | 4.3     | 1.4     | 0.1     | 10.7   |
| 2019-2020 | Illawarra Hawks               | 13    | 22.5   | 29.3  | 17.4   | 68.8 | 4.2     | 4.0     | 1.2     | 0.2     | 5.9    |

## Palmarès
- 2010 :  Joueur masculin de l’année de la Mountain West Conference
- 2015 : Vainqueur de la NBA D-League.